# Liste der Staatsoberhäupter 102 v. Chr.
Übersicht
◄◄ | ◄ | 106 v. Chr. | 105 v. Chr. | 104 v. Chr. | 103 v. Chr. | Liste der Staatsoberhäupter 102 v. Chr. | 101 v. Chr. | 100 v. Chr. | 99 v. Chr. | 98 v. Chr. | ► | ►►

Weitere Ereignisse

## Afrika
- Ägypten
  - König: Ptolemaios X. (107–88 v. Chr.)

- Massylier
  - König: Gauda (105–88 v. Chr.)

## Asien
- Armenien
  - König: Tigranes I. (120–95 v. Chr.)

- Bithynien
  - König: Nikomedes III. (128–94 v. Chr.)

- Charakene
  - König: ???

- China
  - Kaiser: Han Wudi (141–87 v. Chr.)

- Iberien (Kartlien)
  - König: Parnajom (109–90 v. Chr.)

- Indien
  - Indo-Griechisches Reich
    - König: Antialkidas (115–100 v. Chr.)

  - Indo-Skythisches Königreich
    - König: Maues (120–75 v. Chr.)

  - Shatavahana
    - König: Satakarni II. (152–96 v. Chr.)

  - Shunga
    - König: Bhagabhadra (116–83 v. Chr.)

- Japan (Legendäre Kaiser)
  - Kaiser: Kaika (157–98 v. Chr.)

- Judäa
  - König: Alexander Jannäus (103–76 v. Chr.)

- Kommagene
  - König: Mithridates I. (109–70 v. Chr.)

- Korea
  - Buyeo
    - König: Gowuru (121–86 v. Chr.)

  - Bukbuyeo
    - König: Godumak (108–60 v. Chr.)

- Nabataea
  - König: Aretas II. (120–96 v. Chr.)

- Osrhoene
  - König: Bakru II. (112–94 v. Chr.)

- Partherreich
  - Schah (Großkönig): Mithridates II. (123–88 v. Chr.)

- Pontos
  - König: Mithridates VI. (120–63 v. Chr.)

- Seleukidenreich
  - König: Antiochos VIII. (125–96 v. Chr.)
  - König: Antiochos IX. (116–96 v. Chr.)

## Europa
- Bosporanisches Reich
  - König: Mithridates VI. (108–63 v. Chr.)

- Odrysisches Königreich
  - König: Cotys V. (120–87 v. Chr.)

- Römisches Reich
  - Konsul: Gaius Marius (102 v. Chr.)
  - Konsul: Quintus Lutatius Catulus (102 v. Chr.)